# Harmonica
Harmonica är en svensk dramaserie från 2022, skapad av Josephine Bornebusch och Jonas Karlsson. Serien hade premiär på streamingtjänsten Viaplay den 20 februari 2022 och består av fem avsnitt.

## Handling
Serien handlar om Harry och Monica i countryduon Harmonica, som efter en succé på 1990-talet håller på att tappa allt. Duon åker ut på en nostalgiturné i Europa som ett sista försök att rädda både deras karriär och äktenskap. Under resan får paret uppleva nya utmaningar som ger dem nya perspektiv på både karriär och känslor.

## Rollista (i urval)
- Jonas Karlsson – Harry
- Josephine Bornebusch – Monica
- Eric Ericson – Tomas
- Nina Zanjani – Lisa
- Jörgen Thorsson – Tobbe
- Hakan Vreskala – Hawk
- Lisette Pagler – Maggie
- Gregg Chilingirian – Shavi
- Dag Malmberg – Mats
- Sofia Pekkari – Gina
- Göran Ragnerstam – Greger
- Rasmus Bjerg – sportbarägare